# Brays Efe
Brays Fernández Vidal, conegut com a Brays Efe (Las Palmas de Gran Canaria, Gran Canària, 30 de setembre de 1988), és un actor espanyol conegut pel seu paper en la sèrie de Netflix Paquita Salas i la seva participació posterior al programa Tu cara me suena d'Antena 3.

## Biografia

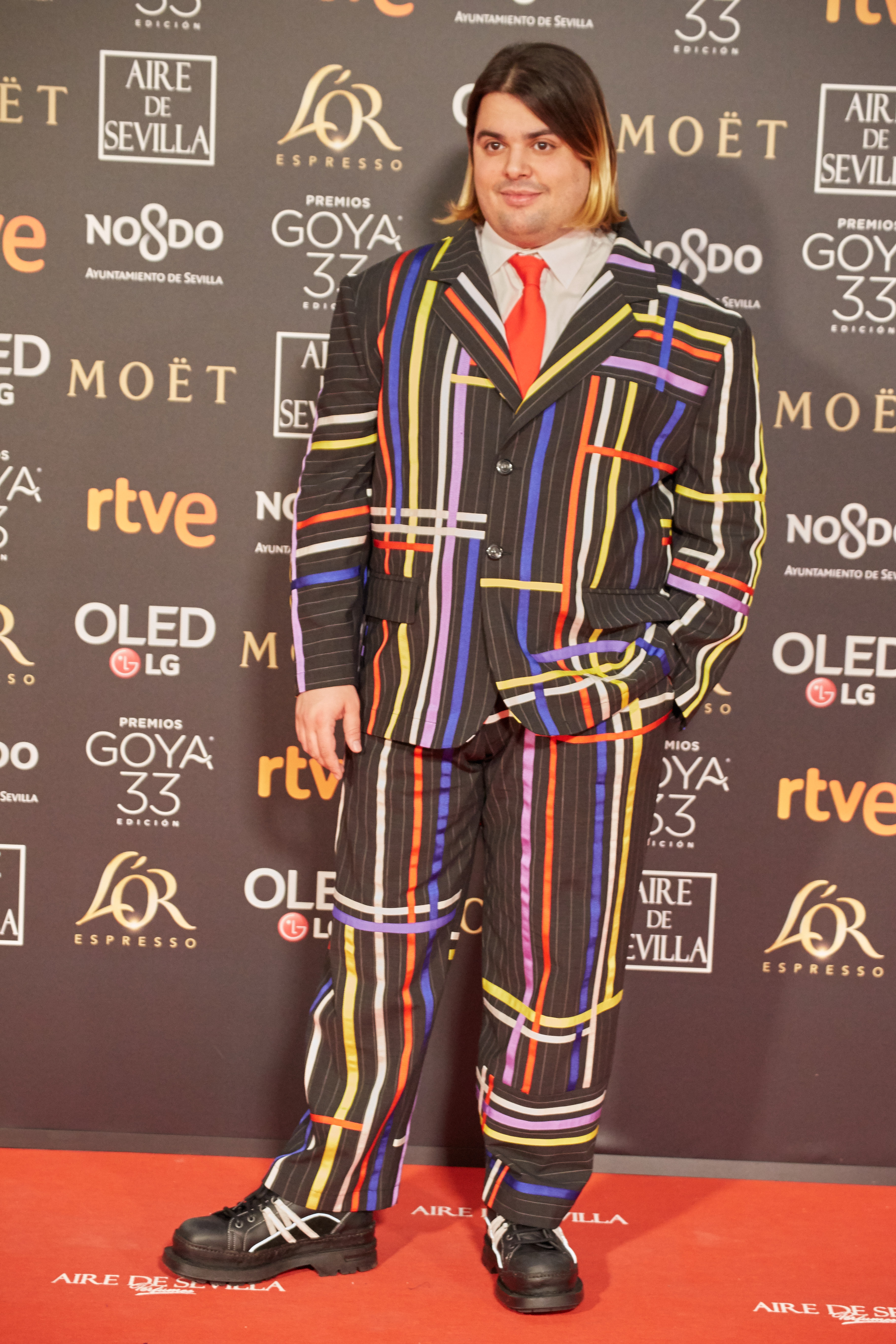
Brays Efe als Premis Goya 2019

Va néixer a Las Palmas de Gran Canaria, encara que es va criar en una granja a Nigrán (Pontevedra) i posteriorment a Calahorra (La Rioja). Va estudiar Comunicació Audiovisual a la Universitat Complutense de Madrid i ha treballat com a periodista, ajudant de càsting i locutor de ràdio. Així mateix, ha escrit i dirigit tres curtmetratges i dues obres per microteatre. Com a actor, ha encarnat a Paquita Salas a la sèrie web Paquita Sales, que li va valer el premi Feroz al millor actor protagonista d'una sèrie el 2017, i ha participat en la pel·lícula ¿Cómo sobrevivir a una despedida?. Va participar en la gala dels Premis Goya 2018 amb un monòleg encarnant el seu personatge Paquita Salas.

## Filmografia

### Pel·lícules
| Any  | Pel·lícula                        | Personatge    | Director(és)           |
| ---- | --------------------------------- | ------------- | ---------------------- |
| 2013 | Faraday                           | Blogger       | Norberto Ramos del Val |
| 2013 | El futuro                         |               | Luis López Carrasco    |
| 2015 | ¿Cómo sobrevivir a una despedida? | Mateo         | Manuela Burló Moreno   |
| 2016 | La sexta alumna                   | Mangui        | Benja de la Rosa       |
| 2017 | El año de la plaga                | Miguel        | C. Martín Ferrera      |
| 2017 | Proyecto tiempo                   | Dani          | Isabel Coixet          |
| 2018 | Paella today                      | El Influencer | César Sabater          |
| 2019 | ¿Qué te juegas?                   | Álex          | Inés de León           |
| 2020 | Orígenes secretos                 | Jorge Elías   | David Galán Galindo    |

### Sèries
| Any            | Sèrie                          | Canal             | Personatge                | Notes       |
| -------------- | ------------------------------ | ----------------- | ------------------------- | ----------- |
| 2014           | El Tea Party de Alaska y Mario | YouTube           | El Majordom               | 4 episodis  |
| 2016 - present | Paquita Salas                  | Flooxer / Netflix | Paquita Salas             | 15 episodis |
| 2017           | Ella es tu padre               | Telecinco         | Presentador de Corazonada | 1 episodi   |
| 2018           | Looser                         | Flooxer           | Juan Paul                 | 2 episodis  |
| 2019           | Terror y feria                 | Flooxer           | Ell mateix                | 1 episodi   |
| 2019           | Por H o per B                  | HBO Espanya       |                           | 10 episodis |

### Programes de televisió
| Any         | Programa                          | Cadena    | Notes         |
| ----------- | --------------------------------- | --------- | ------------- |
| 2014        | Gran Hermano 15: El debate        | Telecinco | Col·laborador |
| 2018        | Tu cara me suena 6                | Antena 3  | Convidat      |
| 2018 - 2019 | Tu cara me suena 7                | Antena 3  | Concursant    |
| 2018 - 2019 | Campanadas de fin de año Canarias | Antena 3  | Presentador   |
| 2018 - 2019 | Lo siguiente                      | TVE       | Col·laborador |

## Teatre
| Obres | Obres                     | Obres                  | Obres      |
| Any   | Títol                     | Paper                  | Notes      |
| ----- | ------------------------- | ---------------------- | ---------- |
| 2017  | La llamada                | Sor Bernarda dels Arcs | 6 funcions |
| 2019  | Las cosas extraordinarias |                        |            |